# بنتونفيل
بنتونفيل (بالإنجليزية: Bentonville, Arkansas)‏ هي مدينة تقع في مقاطعة بينتون بولاية أركنساس في الولايات المتحدة. تبلغ مساحة هذه المدينة 81.6 (كم²)، وترتفع عن سطح البحر 395 م، بلغ عدد سكانها 38284 نسمة في عام 2012 حسب إحصاء مكتب تعداد الولايات المتحدة.

## التركيبة السكانية
حدّد مكتب تعداد الولايات المتحدة بيانات التركيبة السكانية لبنتونفيل في تعداد الولايات المتحدة. في ما يلي، التركيبة السكانية حسب تعدادي 2000 و2010.

### تعداد عام 2000
بلغ عدد سكان بنتونفيل 19,730 نسمة بحسب تعداد عام 2000، وبلغ عدد الأسر 7,458 أسرة وعدد العائلات 5,263 عائلة مقيمة في المدينة. في حين سجلت الكثافة السكانية 224.3 نسمة لكل كيلومتر مربع (580.9/ميل2). وبلغ عدد الوحدات السكنية 7,924 وحدة بمتوسط كثافة قدره 90.1 لكل كيلومتر مربع (233.4/ميل2).
وتوزع التركيب العرقي للمدينة بنسبة 90.92% من البيض و0.88% من الأمريكيين الأفارقة و1.33% من الأمريكيين الأصليين و2.40% من الأمريكيين ذوي الأصول الآسيوية و0.04% من سكان جزر المحيط الهادئ و2.68% من الأعراق الأخرى و1.76% من عرقين مختلطين أو أكثر و6.07% من الهسبانيون أو اللاتينيون من أي عرق.
بلغ عدد الأسر 7,458 أسرة كانت نسبة 42.9% منها لديها أطفال تحت سن الثامنة عشر تعيش معهم، وبلغت نسبة الأزواج القاطنين مع بعضهم البعض 55.6% من أصل المجموع الكلي للأسر، ونسبة 11.9% من الأسر كان لديها معيلات من الإناث دون وجود شريك، بينما كانت نسبة 3.1% من الأسر لديها معيلون من الذكور دون وجود شريكة وكانت نسبة 29.4% من غير العائلات. تألفت نسبة 24.4% من أصل جميع الأسر من عدة أفراد يعيشون في نفس المنزل ونسبة 6.7% كانت تتألف من شخص يعيش بمفرده يبلغ من العمر 65 عاماً أو أكثر. وبلغ متوسط حجم الأسرة المعيشية 2.59، أما متوسط حجم العائلات فبلغ 3.11.
بلغ العمر الوسطي للسكان 30.8 عاماً. وكانت نسبة 29.4% من القاطنين تحت سن الثامنة عشر، وكانت نسبة 9.5% بين الثامنة عشر والرابعة والعشرين عاماً، ونسبة 33.2% كانت واقعةً في الفئة العمرية ما بين الخامسة والعشرين والرابعة والأربعين عاماً، ونسبة 17.7% كانت ما بين الخامسة والأربعين والرابعة والستين، ونسبة 8.1% كانت ضمن فئة الخامسة والستين عاماً فما فوق. يوجد لكل 100 أنثى 92.2 ذكر، ويوجد لكل 100 أنثى في الثامنة عشر من عمرها فما فوق 89.4 ذكر.
بلغ متوسط دخل الأسرة في المدينة 39,936 دولارًا، أما متوسط دخل العائلة فبلغ 46,558 دولارًا. وكان متوسط دخل الذكور 31,816 دولارًا مقابل 23,761 دولارًا للإناث. وسجل دخل الفرد الخاص بالمدينة 20,831 دولارًا. وكانت نسبة 7.5% من العائلات ونسبة 10.3% من السكان تحت خط الفقر، وكان من هؤلاء نسبة 14.5% تحت سن الثامنة عشر ونسبة 10.9% في الخامسة والستين من العمر وما فوق.

### تعداد عام 2010
بلغ عدد سكان بنتونفيل 35,301 نسمة بحسب تعداد عام 2010، وبلغ عدد الأسر 13,253 أسرة وعدد العائلات 9,137 عائلة مقيمة في المدينة. في حين سجلت الكثافة السكانية 401.2 نسمة لكل كيلومتر مربع (1,039.1/ميل2). وبلغ عدد الوحدات السكنية 14,693 وحدة بمتوسط كثافة قدره 167 لكل كيلومتر مربع (432.5/ميل2).
وتوزع التركيب العرقي للمدينة بنسبة 81.36% من البيض و2.48% من الأمريكيين الأفارقة و1.24% من الأمريكيين الأصليين و8.32% من الأمريكيين ذوي الأصول الآسيوية و0.22% من سكان جزر المحيط الهادئ و3.87% من الأعراق الأخرى و2.52% من عرقين مختلطين أو أكثر و8.71% من الهسبانيون أو اللاتينيون من أي عرق.
بلغ عدد الأسر 13,253 أسرة كانت نسبة 44.2% منها لديها أطفال تحت سن الثامنة عشر تعيش معهم، وبلغت نسبة الأزواج القاطنين مع بعضهم البعض 53.3% من أصل المجموع الكلي للأسر، ونسبة 11.6% من الأسر كان لديها معيلات من الإناث دون وجود شريك، بينما كانت نسبة 4.1% من الأسر لديها معيلون من الذكور دون وجود شريكة وكانت نسبة 31.1% من غير العائلات. تألفت نسبة 25.1% من أصل جميع الأسر من عدة أفراد يعيشون في نفس المنزل ونسبة 6.3% كانت تتألف من شخص يعيش بمفرده يبلغ من العمر 65 عاماً أو أكثر. وبلغ متوسط حجم الأسرة المعيشية 2.64، أما متوسط حجم العائلات فبلغ 3.21.
بلغ العمر الوسطي للسكان 30.6 عاماً. وكانت نسبة 31.1% من القاطنين تحت سن الثامنة عشر، وكانت نسبة 8.1% بين الثامنة عشر والرابعة والعشرين عاماً، ونسبة 34.8% كانت واقعةً في الفئة العمرية ما بين الخامسة والعشرين والرابعة والأربعين عاماً، ونسبة 18.8% كانت ما بين الخامسة والأربعين والرابعة والستين، ونسبة 7.1% كانت ضمن فئة الخامسة والستين عاماً فما فوق. وتوزع التركيب الجنسي للسكان بنسبة 49% ذكور و51% إناث.

## أعلام
- إيسا هاتشينسون
- هيلين والتون
- ألفرد بي. غرينوود
- جيمي رايت
- آن رايت

## وصلات خارجية
- The US50 - Cities and Towns in Arkansas State
- 2012 United States Census Estimate